# Cult of domesticity

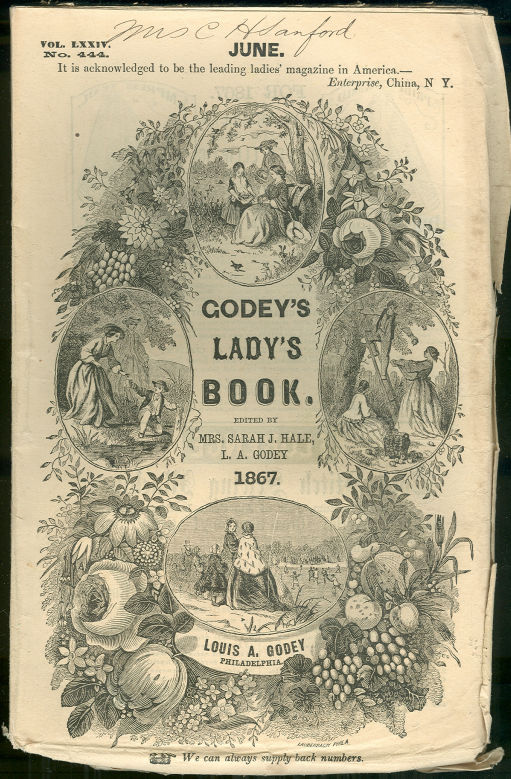
Godey's Lady's Book, en mycket inflytelserik kvinnotidning som underbyggde mycket av det dåtida kvinnoidealet i USA.

Culture of Domesticity, oftast förkortad till Cult of Domesticity, eller Cult of True Womanhood, är en historisk term för vad som beskrivs som det rådande kvinnoidealet inom den amerikanska och brittiska över- och medelklassen under 1800-talet. Det var ett moralsystem som cirkulerade kring den då moderna idén om femininitet som kvinnans roll i hemmet och samspelet mellan hem och familj. 
Enligt den norm detta ideal formade skulle "en sann kvinna" främst inneha de fyra kardinaldygderna fromhet (då religion inte distraherade kvinnor från deras roll, och erbjöd ett ofarligt utlopp för känslor); renhet (som förespråkade sexuell avhållsamhet som den ogifta kvinnans högsta skatt och trohet som den gifta kvinnans); huslighet (där kvinnans roll i livet var att ägna sig åt hushållsarbete och barnuppfostran); och underkastelse (som lärde att det var Guds vilja att kvinnor lydde män, som av Gud hade satts att styra över dem). Idén fokuserade på kvinnan som familjens mittpunkt och "hemmets ljus".  Formellt skulle alla kvinnor omfatta detta ideal, men den amerikanska verklighetens sociala fördomar uteslöt i praktiken färgade kvinnor, arbetande kvinnor och kvinnliga immigranter. Detta kvinnoideal var en orsak till att politiskt engagerade kvinnor, som deltagarna i den första vågens feminism, betraktades som "okvinnliga" och "onaturliga". 

### Fotnoter
1. 1 2  Welter, Barbara (1977). Dimity Convictions: The American Woman in the Nineteenth Century. Ohio University Press. ISBN 0-8214-0352-4.